# Szemcsésnyelű fenyőtinóru
A szemcsésnyelű fenyőtinóru (Suillus granulatus) a gyűrűstinórufélék családjába tartozó, kozmopolita elterjedésű, fenyvesekben élő, ehető gombafaj. 

## Megjelenése
A szemcsésnyelű fenyőtinóru kalapja 2-10 (14) cm széles, fiatalon félgömb alakú, később domborúan, széles domborúan kiterül. Színe sárga, okker, barnássárga, vörösesbarna. Felszíne nedvesen nyálkás, ragadós, szárazon fénylő. Széle fiatalon begöngyölt. A kalapbőr könnyen lehúzható.
Húsa eleinte kemény, idősen megpuhul és vizenyőssé válik; színe fiatalon fehér, később halványsárgás, sérülésre nem változik. Szaga kissé gyümölcsös, édeskés; ízű kellemes.
Termőrétege csöves, a pórusok szűkek, idősen kitágulnak. Fiatalon és nedves időben fehéres cseppeket választanak ki. Színük eleinte fehéres, krémsárga, később sárgásbarnára, olívbarnára sötétedik.
Tönkje 4-10 cm magas és 1-1,5 cm vastag. Alakja egyenletesen hengeres vagy a töve felé kissé vékonyodik. Színe világossárga. A tönk csúcsán fiatalon fehéressárgás, később megbarnuló szemcsék, korpák láthatók.
Spórapora barna, fahéjbarna. Spórája megnyúlt ellipszis, majdnem orsó alakú, sima, mérete 7-9 x 2,5-3,5 µm.

### Hasonló fajok
A barna gyűrűstinóru vagy a sárga gyűrűstinóru hasonlíthat hozzá. 

## Elterjedése és termőhelye
Az Antarktisz kivételével valamennyi kontinensen előfordul. Magyarországon gyakori.
Fenyvesekben található meg, alföldön és hegyvidéken, savanyú vagy meszes talajon egyaránt. Májustól novemberig terem. 
Ehető. Elkészítés előtt nyálkás kalapbőrét ajánlott lehúzni a csöves termőréteget pedig eltávolítani. 

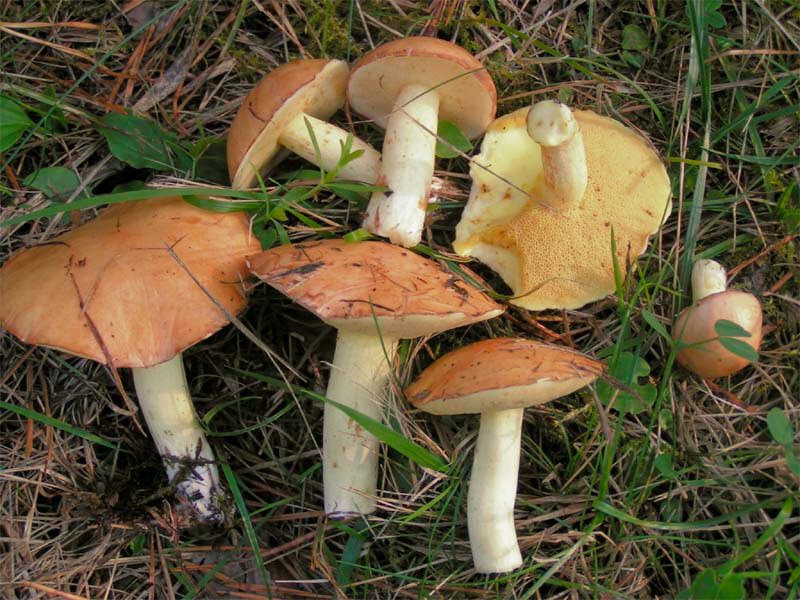
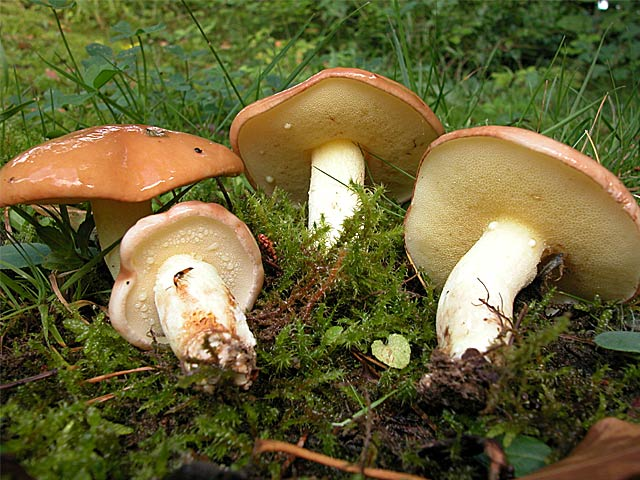
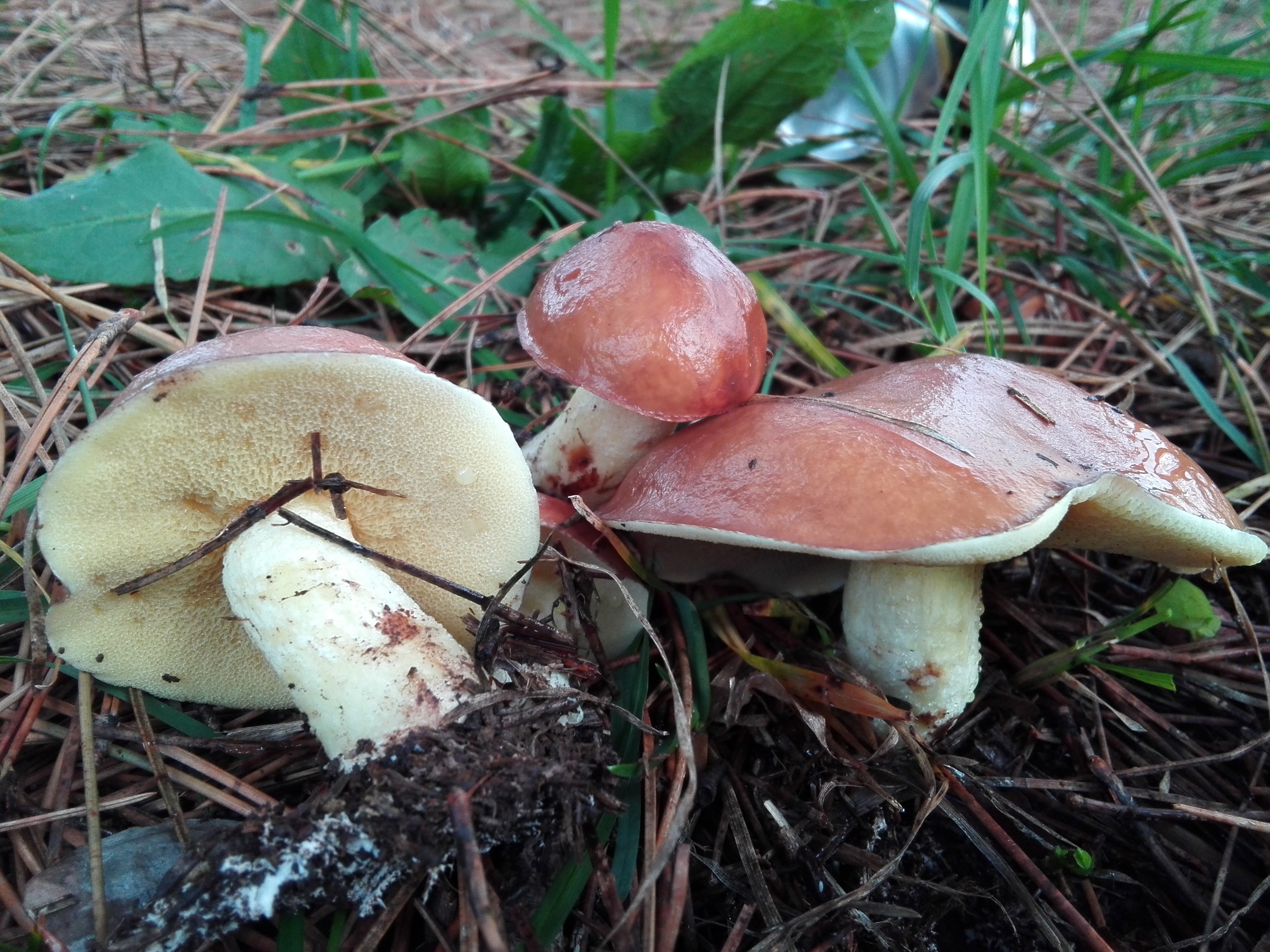
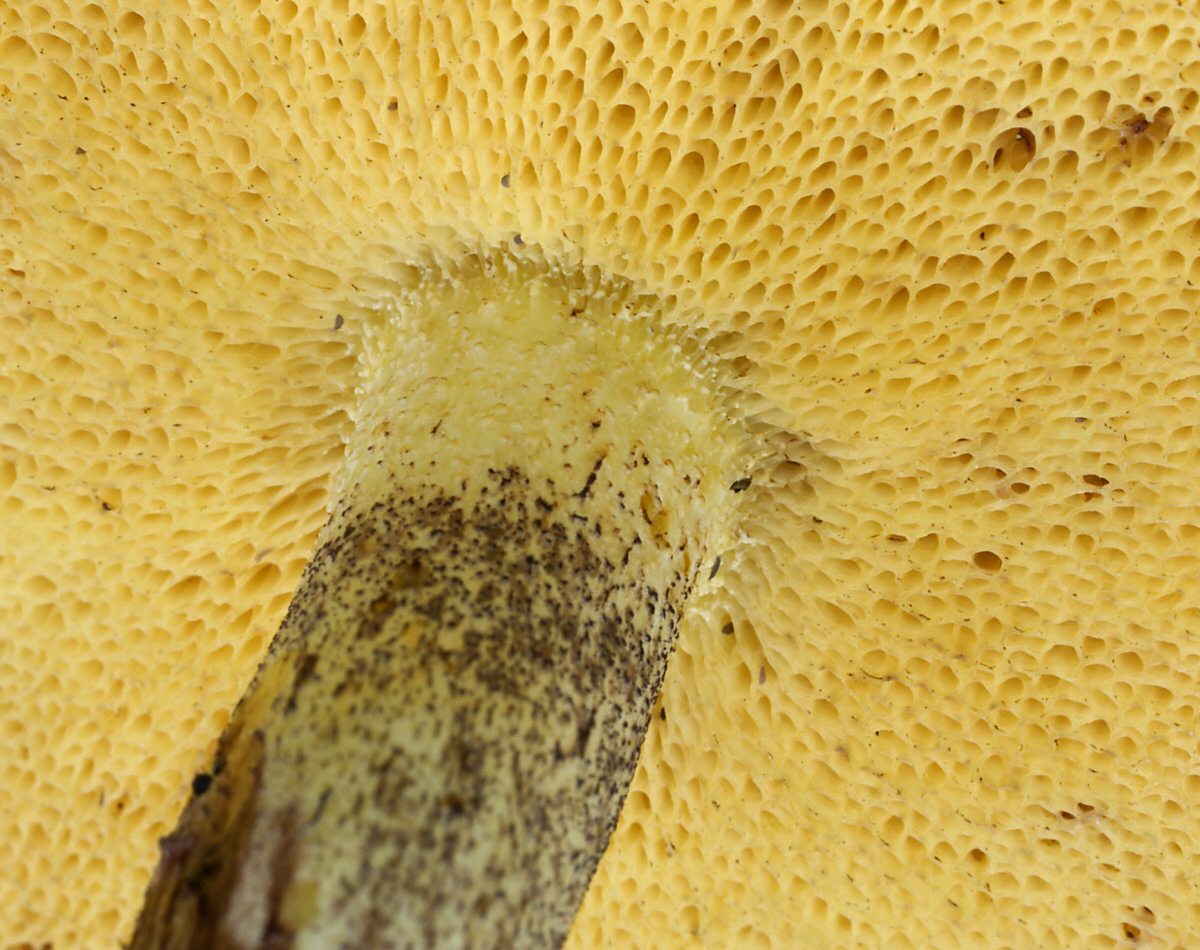
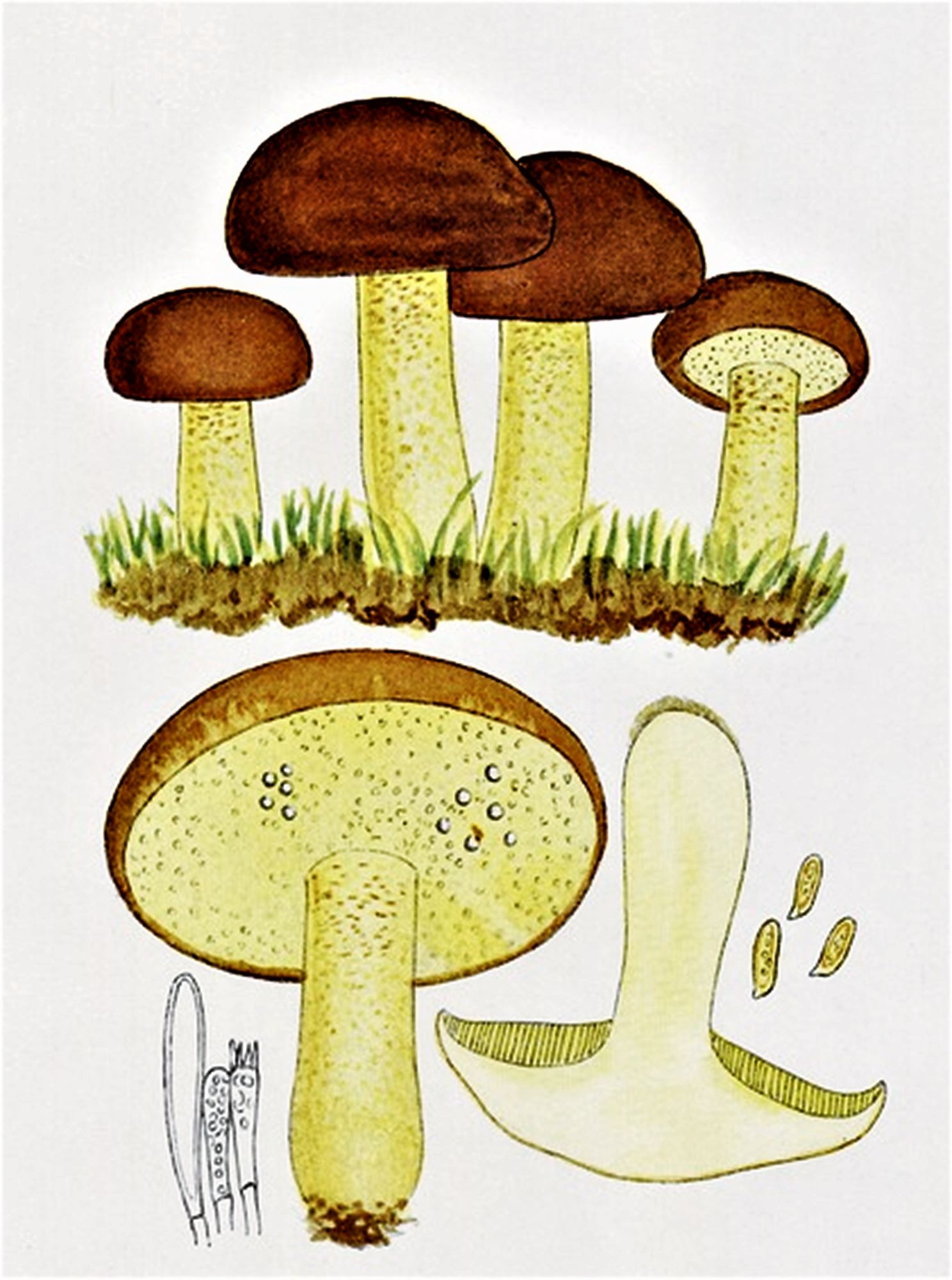